# Bitwa pod Wyszecinem
Bitwa pod Wyszecinem, zwana także bitwą pod Wyszyczynem miała miejsce 8 kwietnia lub 9 kwietnia 1734 (według niektórych źródeł 20 kwietnia 1734) podczas polskiej wojny sukcesyjnej.
Wojsko koronne dowodzone przez wojewodę lubelskiego Jana Tarłę stoczyło bitwę z wojskiem rosyjskim generała Piotra Lacy'ego pod Wyszecinem, wsią kaszubską, leżącą na północy Prus Królewskich. Po zaciętej walce bitwę za cenę znacznych strat wygrali Rosjanie.

## Przed bitwą

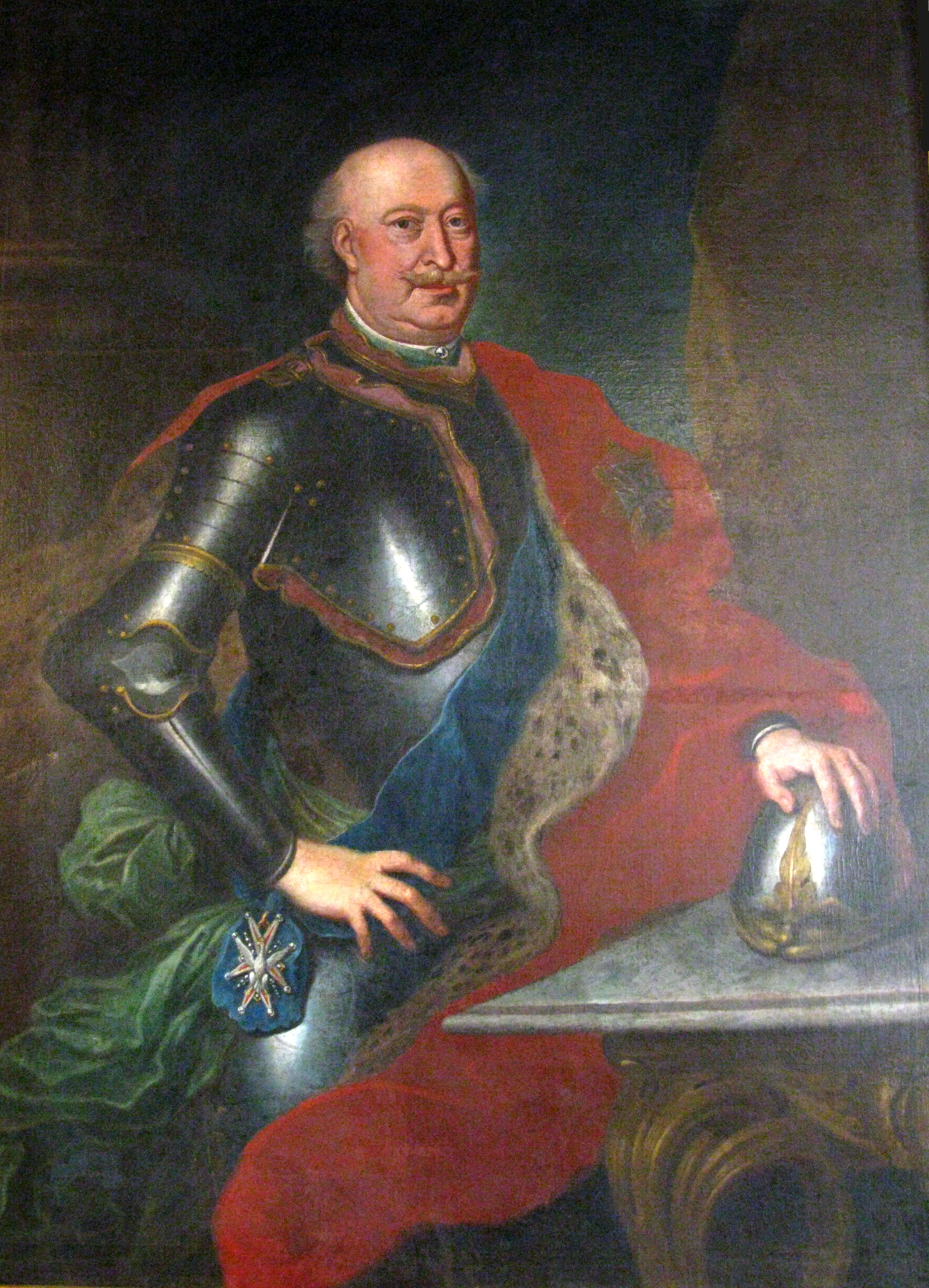
Jan Tarło, portret pędzla Augustyna Mirysa

Regimentarz Jan Tarło chcąc połączyć się z Francuzami, którzy według posiadanych przez niego informacji mieli wylądować w okolicach Pucka, zmierzał ze swym oddziałem w tamtą stronę. Rosjanie szacowali siły Tarły na 8 tys. jazdy, ale było jej zapewne mniej. Według innych danych wojewoda lubelski Jan Tarło miał pod swoim dowództwem 130 chorągwi pospolitego ruszenia, 2 pułki regularnej kawalerii oraz 400 dragonów. Po połączeniu się z resztkami rozbitych pod Świeciem wojsk kasztelana czerskiego Kazimierza Franciszka Rudzińskiego natknął się pod Tucholą na liczący 3 tysiące żołnierzy korpus rosyjski dowodzony przez generała Artemija Zagriażskiego. Pomimo przewagi liczebnej Tarło nisko oceniał wartość bojową swych sił i przystąpił do pertraktacji. Wobec dużej przewagi liczebnej przeciwnika Zagriażski chętnie przystąpił do rozmów i zgodził się na wysłanie adiutanta Tarły Idzikowskiego do Gdańska. W tym czasie głównodowodzący armią oblegającą Gdańsk feldmarszałek Burkhard Christoph Münnich wysłał na pomoc Zagriażskiemu generała Lacy'ego z 5 tys. nieprzydatnej przy oblężeniu miasta jazdy z armatami.

## Bitwa
Tarło, który dowiedział się o nadciąganiu wroga, zajął stanowisko na południe od Wyszecina z czołem zwróconym ku południowi, skąd nadciągał Piotr Lacy. W pierwszej linii wojsk rosyjskich szli Kozacy, mając ze sobą 3 kompanie grenadierów konnych, za nimi 4 pułki dragonów na koniach na lewym skrzydle i 2 spieszone pułki dragonów na lewym skrzydle. Dwa następne pułki dragonów były na koniach i pozostawały w odwodzie. Późnym popołudniem, gdy Lacy przybył na miejsce, Rosjanie niespodziewanie uderzyli na wojska Tarły.Tarło zdołał rozwinąć swe siły w szyk bitewny, jednak pomimo zaciętego oporu jego wojska musiały ulec ze względu na gorsze wyszkolenie. Część sił polskich została rozbita, reszta wycofała się.

## Po bitwie
Cały tabor wpadł w ręce Rosjan, którzy swoje zwycięstwo okupili znacznymi stratami. Wkrótce potem doszło do kolejnej klęski 
wojsk polskich, dowodzonych przez Jana Tarłę, w bitwie pod Puckiem z korpusem rosyjskim dowodzonym przez generała Ernesta Birona, co doprowadziło do oczyszczenia całego Pomorza z sił polskich i pozwoliło armiom rosyjskiej i  saskiej kontynuować oblężenie Gdańska.